# Рудні мінерали
Рудні мінерали — мінерали, до складу яких входять метали, що звичайно застосовуються в промисловості й одержуються металургійним способом. Р.м. — один з трьох класів промислових мінералів (рудні мінерали, нерудні мінерали та мінеральне паливо). Відомо понад 300 Р.м. Більшість з них представлена сульфідами та сульфосолями (60 %), 25 % припадає на оксиди, 10 % — на самородні елементи.
Перші спроби використання Р.м. датуються VI тис. до н. е., коли почали видобувати мідь з окиснених мідних руд. Дещо пізніше з мідної руди і каситериту почали виплавляти бронзу. Близько 2500 р. до н. е. відмічені спроби одержання срібла і свинцю з ґаленіту. Тоді ж у невеликих кількостях з руд почали добувати залізо.